# Lars Arthur Johansen
Lars Arthur Johansen (ur. 4 listopada 1987) – norweski brydżysta, World Master (WBF).

## Wyniki brydżowe

### Olimpiady
Na olimpiadach uzyskał następujące rezultaty:
| Olimpiady brydżowe. Zawody teamów | Olimpiady brydżowe. Zawody teamów | Olimpiady brydżowe. Zawody teamów | Olimpiady brydżowe. Zawody teamów | Olimpiady brydżowe. Zawody teamów | Olimpiady brydżowe. Zawody teamów |
| Rok                               | Miejsce                           | Zawody                            | Kategoria                         | Drużyna                           | Pozycja                           |
| --------------------------------- | --------------------------------- | --------------------------------- | --------------------------------- | --------------------------------- | --------------------------------- |
| 2008                              | Pekin                             | 1. Olimpiada Sportów Umysłowych   | Młodzież Szkolna                  | Norway                            | 5                                 |

| Olimpiady brydżowe. Zawody Par | Olimpiady brydżowe. Zawody Par | Olimpiady brydżowe. Zawody Par       | Olimpiady brydżowe. Zawody Par | Olimpiady brydżowe. Zawody Par | Olimpiady brydżowe. Zawody Par |
| Rok                            | Miejsce                        | Zawody                               | Kategoria                      | Partner                        | Pozycja                        |
| ------------------------------ | ------------------------------ | ------------------------------------ | ------------------------------ | ------------------------------ | ------------------------------ |
| 2008                           | Pekin                          | 1 Światowe Zawody Sportów Umysłowych | Juniorzy                       | Håkon Bogen                    | 39                             |

| Olimpiady brydżowe. Zawody Indywidualne | Olimpiady brydżowe. Zawody Indywidualne | Olimpiady brydżowe. Zawody Indywidualne | Olimpiady brydżowe. Zawody Indywidualne | Olimpiady brydżowe. Zawody Indywidualne |
| Rok                                     | Miejsce                                 | Zawody                                  | Kategoria                               | Pozycja                                 |
| --------------------------------------- | --------------------------------------- | --------------------------------------- | --------------------------------------- | --------------------------------------- |
| 2008                                    | Pekin                                   | 1 Olimpiada Sportów Umysłowych          | Juniorzy                                | 3                                       |

### Zawody światowe
W światowych zawodach zdobył następujące lokaty:
| Mistrzostwa Świata. Konkurencja teamów | Mistrzostwa Świata. Konkurencja teamów | Mistrzostwa Świata. Konkurencja teamów    | Mistrzostwa Świata. Konkurencja teamów | Mistrzostwa Świata. Konkurencja teamów | Mistrzostwa Świata. Konkurencja teamów |
| Rok                                    | Miejsce                                | Zawody                                    | Kategoria                              | Drużyna                                | Pozycja                                |
| -------------------------------------- | -------------------------------------- | ----------------------------------------- | -------------------------------------- | -------------------------------------- | -------------------------------------- |
| 2010                                   | Filadelfia                             | 13. Seria Mistrzostw Świata               | Juniorzy                               | Norway                                 | 15                                     |
| 2008                                   | Łódź                                   | 4. Puchar Świata Teamów Akademickich      | Open                                   | Norway A                               | 3                                      |
| 2006                                   | Bangkok                                | 11. Młodzieżowe Mistrzostwa Świata Teamów | Młodzież Szkolna                       | Norway                                 | 5                                      |

### Zawody europejskie
W europejskich zawodach zdobył następujące lokaty:
| Zawody europejskie. Konkurencja teamów | Zawody europejskie. Konkurencja teamów | Zawody europejskie. Konkurencja teamów    | Zawody europejskie. Konkurencja teamów | Zawody europejskie. Konkurencja teamów | Zawody europejskie. Konkurencja teamów |
| Rok                                    | Miejsce                                | Zawody                                    | Kategoria                              | Drużyna                                | Pozycja                                |
| -------------------------------------- | -------------------------------------- | ----------------------------------------- | -------------------------------------- | -------------------------------------- | -------------------------------------- |
| 2013                                   | Ostenda                                | 6. Otwarte Mistrzostwa Europy             | Miksty                                 | Erlendskjetnefanclub                   | 43                                     |
| 2013                                   | Ostenda                                | 6. Otwarte Mistrzostwa Europy             | Open                                   | Rekstad                                | 18                                     |
| 2011                                   | Albena                                 | 23. Młodzieżowe Mistrzostwa Europy Teamów | Juniorzy                               | Norway                                 | 10                                     |
| 2009                                   | Braszów                                | 22. Młodzieżowe Mistrzostwa Europy Teamów | Juniorzy                               | Norway                                 | 3                                      |
| 2009                                   | San Remo                               | 4. Otwarte Mistrzostwa Europy             | Open                                   | Holand                                 | 74                                     |
| 2007                                   | Jesolo                                 | 21. Młodzieżowe Europy Teamów             | Młodzież Szkolna                       | Norway                                 | 5                                      |
| 2005                                   | Riccione                               | 20. Młodzieżowe Mistrzostwa Europy Teamów | Młodzież Szkolna                       | Norway                                 | 3                                      |

| Zawody europejskie. Konkurencja par | Zawody europejskie. Konkurencja par | Zawody europejskie. Konkurencja par | Zawody europejskie. Konkurencja par | Zawody europejskie. Konkurencja par | Zawody europejskie. Konkurencja par |
| Rok                                 | Miejsce                             | Zawody                              | Kategoria                           | Partner                             | Pozycja                             |
| ----------------------------------- | ----------------------------------- | ----------------------------------- | ----------------------------------- | ----------------------------------- | ----------------------------------- |
| 2013                                | Ostenda                             | 6. Otwarte Mistrzostwa Europy       | Open                                | Gjermund Rekstad                    | 73                                  |
| 2009                                | San Remo                            | 4. Otwarte Mistrzostwa Europy       | Open                                | Baard Olav Aasan                    | 150                                 |

## Klasyfikacja
- Lars Arthur Johansen – klasyfikacja WBF (ang.)
- Lars Arthur Johansen – klasyfikacja EBL (ang.)